# 鍾儀
鍾儀（？—？），芈姓，鍾氏，名仪，春秋時期楚國人，楚共王时郧公，后世尊称为四德公，世代為樂官。

## 生平
周簡王二年、楚共王七年（前584年），郧公（郧邑县公）鍾儀隨楚令尹子重攻打鄭國，戰敗被俘，鄭國把他轉送晉國囚禁。周簡王四年、楚共王九年（前582年），晉景公見鐘儀被囚兩年仍然不忘故國，備受感動，於是釋放回楚，並與楚國修好。